# 韓国の鉄道駅一覧 あ-お
| あ - お | か - こ | さ - そ | た - と | な - の | は - ほ | ま - も | や - わ行 |

韓国の鉄道駅一覧 あ - おは、大韓民国の鉄道駅のうち、あからおで始まるものの一覧である。
なるべく読みを付け、同名・同表記の駅には事業者名も付した。

## あ行
- アウラジ駅 - （アウラジえき）
- 牙山駅 - （アサンえき）
- アシアード競技場駅 - （アシアドゥキョンギジャンえき）
- 我新駅 - （アシンえき）
- 峨嵯山駅 - （アチャサンえき）
- 狎鴎亭駅 - （アックジョンえき）
- 狎鴎亭ロデオ駅 - （アックジョンロデオえき）
- 安岩駅 - （アナムえき）
- 安養駅 - （アニャンえき）
- 阿峴駅 - （アヒョンえき）
- 阿火駅 - （アファえき）
- 牙浦駅 - （アポえき）
- 岩寺駅 - （アムサえき）
- 岩寺歴史公園駅 - （アムサヨクサゴンウォンえき）
- 峨洋橋駅 - （アヤンギョえき）
- 安楽駅 - （アルラクえき）
- 安康駅 - （アンガンえき）
- 安国駅 - （アングクえき）
- 安山駅 - （アンサンえき）
- 安心駅 - （アンシムえき）
- 安仲駅 - （アンジュンえき）
- アンジラン駅 - （アンジランえき）
- 安東駅 - （アンドンえき）
- 安平駅 - （アンピョンえき）

## い行
- 伊院駅 - （イウォンえき）
- 礼山駅 - （イェサンえき）
- 芸術会館駅 - （イェスルフェグァンえき）
- 礼堂駅 - （イェダンえき）
- 醴泉駅 - （イェチョンえき）
- 礼美駅 - （イェミえき）
- 益山駅 - （イクサンえき）
- 梨谷駅 - （イゴクえき）
- 二村駅 - （イチョンえき）
- 梨大駅 - （イデえき）
- 梨泰院駅 - （イテウォンえき）
- 入室駅 - （イプシルえき）
- 臨院駅 - （イムォンえき）
- 林基駅 - （イムギえき）
- 任実駅 - （イムシルえき）
- 臨津江駅 - （イムジンガンえき）
- 任城里駅 - （イムソンニえき）
- 林堂駅 - （イムダンえき）
- 林鶴駅 - （イムハクえき）
- 二梅駅 - （イメえき）
- 梨陽駅 - （イヤンえき）
- 逸院駅 - （イルォンえき）
- 日光駅 - （イルグァンえき）
- 一山駅 - （イルサンえき）
- 日新駅 - （イルシンえき）
- 一老駅 - （イルロえき）
- 仁済大駅 - （インジェデえき）
- 仁州駅 - （インジュえき）
- 仁川駅 - （インチョンえき）
- 仁川佳佐駅 - （インチョンカジュアえき）
- 仁川国際空港1ターミナル駅 - （インチョンゴンハンイルトミノルえき）
- 仁川国際空港2ターミナル駅 - （インチョンゴンハンイトミノルえき）
- 仁川市庁駅 - （インチョンシチョンえき）
- 仁川ターミナル駅 - （インチョントミノルえき）
- 仁川大入口駅 - （インチョンデイックえき）
- 仁川大公園駅 - （インチョンテゴンウォンえき）
- 仁川論峴駅 - （インチョンノンヒョンえき）
- 仁徳院駅 - （インドグォンえき）
- 仁荷大駅 - （インハデえき）
- 林浦駅 - （インポえき）

## う行
- 議政府駅 - （ウィジョンブえき）
- 議政府市庁駅 - （ウィジョンブシチョンえき）
- 議政府中央駅 - （ウィジョンブチュンアンえき）
- 義城駅 - （ウィソンえき）
- 義王駅 - （ウィワンえき）
- 倭館駅 - （ウェグァンえき）
- 外大前駅 - （ウェデアプえき）
- ウォーターパーク駅 - （ウォトパクえき）
- 源仁斎駅 - （ウォニンジェえき）
- 月渓駅 - （ウォルゲえき）
- 月谷駅 - （ウォルゴクえき）
- 月串駅 - （ウォルゴッえき）
- 月井里駅 - （ウォルジョンニえき）
- 月村駅 - （ウォルチョンえき）
- ワールドカップ競技場駅 - （ウォルドゥコプキョンギジャンえき・ソウル交通公社）
- ワールドカップ競技場駅 - （ウォルドゥコプキョンギジャンえき・大田交通公社）
- 月坪駅 - （ウォルピョンえき）
- 月背駅 - （ウォルペえき）
- 月浦駅 - （ウォルポえき）
- 月内駅 - （ウォルレえき）
- 月籠駅 - （ウォルロンえき）
- 原州駅 - （ウォンジュえき）
- 元竹駅 - （ウォンジュクえき）
- 元堂駅 - （ウォンダンえき）
- 院垈駅 - （ウォンデえき）
- 元徳駅 - （ウォンドクえき）
- 院洞駅 - （ウォンドンえき）
- 元興駅 - （ウォンフンえき）
- 雨装山駅 - （ウジャンサンえき）
- 雲宴駅 - （ウニョンえき）
- 陰城駅 - （ウムソンえき）
- 蔚山駅 - （ウルサンえき）
- 蔚珍駅 - （ウルジンえき）
- 乙支路入口駅 - （ウルチロイックえき）
- 乙支路4街駅 - （ウルチロサガえき）
- 乙支路3街駅 - （ウルチロサムガえき）
- 鷹岩駅 - （ウンアムえき）
- 雲吉山駅 - （ウンギルサンえき）
- 雲井駅 - （ウンジョンえき）
- 雲井中央駅 - （ウンジョンジュンアンえき）
- 雲西駅 - （ウンソえき）
- 熊川駅 - （ウンチョンえき）
- 雲泉駅 - （ウンチョンえき・韓国鉄道公社）
- 雲泉駅 - （ウンチョンえき・光州交通公社）
- 鷹峰駅 - （ウンボンえき）

## え行
- エオゲ駅 - （エオゲえき）

## お行
- 烏耳島駅 - （オイドえき）
- 沃原駅 - （オグォンえき）
- 玉山駅 - （オクサンえき）
- 沃川駅 - （オクチョンえき）
- 梧琴駅 - （オグムえき）
- 烏山駅 - （オサンえき）
- 烏山大駅 - （オサンデえき）
- 御停駅 - （オジョンえき）
- オシリア駅 - （オシリアえき）
- 獒樹駅 - （オスえき）
- 五松駅 - （オソンえき）
- 玉水駅 - （オッスえき）
- 温陽温泉駅 - （オニャンオンチョンえき）
- 梧浜駅 - （オビンえき）
- 梧木橋駅 - （オモッキョえき）
- 梧里駅 - （オリえき）
- オリニセサン駅 - （オリニセサンえき）
- 子供大公園駅 - （オリニテゴンウォンえき）
- 梧柳洞駅 - （オリュドンえき）
- 五龍駅 - （オリョンえき）
- 魚龍駅 - （オリョンえき）
- オリンピック公園駅 - （オルリンピッコンウォンえき）
- 彦州駅 - （オンジュえき）
- 温水駅 - （オンスえき）
- 温泉場駅 - （オンチョンジャンえき）
- 玉馬駅 - （オンマえき）